# Służba nadterminowa
Służba nadterminowa – w Polsce jedna z form niezawodowej służby wojskowej. Formę tę wykorzystywano zarówno w Wojsku Polskim okresu międzywojennego, jak i po II wojnie światowej. Została prawnie zniesiona z dniem 1 stycznia 2010 r.
Jej zasady opisane były w art. 86 ustawy o powszechnym obowiązku wojskowym (Dz.U. z 2021 r. poz. 372).
Do służby nadterminowej, trwającej od jednego do siedmiu lat, zgłosić się mógł - dobrowolnie - każdy żołnierz służby zasadniczej, który - zgodnie z ustawą - spełniał wszystkie z następujących warunków:
1. uzyskał pozytywne wyniki w szkoleniu;
2. otrzymał pozytywną opinię służbową;
3. nie był karany dyscyplinarnie;
4. w dniu rozpoczęcia pełnienia nadterminowej zasadniczej służby wojskowej nie przekraczał dwudziestu pięciu lat życia;
5. posiadał wykształcenie co najmniej na poziomie szkoły ponadgimnazjalnej;
6. nie był karany sądownie.

Służba nadterminowa pełniona była w zamian za wynagrodzenie stosowne do posiadanego stopnia wojskowego i zajmowanego stanowiska z zachowaniem prawa do wypoczynku i urlopu. Przyjęcie do takiej służby równoważne było z zawarciem przez żołnierza z armią kontraktu zobowiązującego go do pełnienia w wojsku służby przez ustalony w umowie czas.
Pojęcie służby nadterminowej w wojsku stosowane bywa także w innych armiach niż w Polsce, jednak w zależności od obowiązujących tam przepisów oznaczać może zupełnie inne zasady. W szczególności na przykład w Stanach Zjednoczonych obowiązuje stop-loss policy, pozwalająca armii przedłużyć termin pełnienia służby przez żołnierza poza podpisany przez niego kontrakt nawet wbrew jego woli.